# Barbara Schöfnagel
Barbara-Wiebke Schöfnagel (* 27. September 1948 in Wien) war von 1991 bis 2005 FPÖ-Gemeinderätin der Stadt Wien und Abgeordnete im Wiener Landtag. 
Sie war seit 2007 Attachée für soziale Angelegenheiten in Bulgarien, 2005 Attachée für soziale Angelegenheiten in Rumänien im Auftrag des Bundesministeriums für Soziales, Arbeit und Konsumentenschutz (kurz BMASK).

## Leben
Schöfnagel wuchs in Wien als Tochter des Unternehmerehepaars Walter und Luise-Margarete Mückstein auf. Nach ihrem Schulabschluss bereitete sie sich auf ihre Arbeit im elterlichen Betrieb vor. Dazu nutzte sie ein Wirtschaftsjahr in Düsseldorf. Sie war in der Buchhaltung und Personalbetreuung des Familienunternehmens tätig. In diesem Zeitraum besuchte sie ergänzende Ausbildungslehrgänge und erwarb Abschlüsse im Bereich Lohnverrechnung und Büromanagement. Zusätzlich ließ sie sich zur zahnärztlichen Assistentin ausbilden und übte diesen Beruf von 1967 bis 1973 aus. Nach ihrer Heirat widmete sie sich vorrangig der Erziehung ihrer vier Kinder. Parallel dazu war sie ehrenamtlich engagiert und nahm die Möglichkeit der Weiterbildung in Kursen wahr, die die Grundlage ihrer ehrenamtlichen Tätigkeit erweiterten (Sprachkurse, Rhetorikseminare, Reiseleiterseminare, Tanzleiterlehrgänge). Die erworbenen Kompetenzen setzte sie als Leiterin der Jugend- und Volkstumsarbeit im Turnverein Liesing und innerhalb des Österreichischen Turnerbundes Wien ein. Die Organisation und Leitung zahlreicher Jugendlager innerhalb des Vereins waren Teil ihrer Aktivitäten.
1974 gründete Schöfnagel gemeinsam mit ihrem Mann den Volkstanzkreis Schönbrunn und einen Chor im Rahmen des ÖTB Wien. Ihre Mitgliedschaft bis 2005 und das Mandat im Wiener Landtag für die FPÖ war Anlass, sie mit rechtsextremen Aktionen von Mitgliedern dieser Partei in Verbindung zu bringen. Ein Beleg dafür geht aber nicht über einen Antrag auf Untersuchung des Sachverhaltes hinaus.  Sie war zwar zu einer Veranstaltung des Vereins Dichterstein Offenhausen eingeladen, hat an diesem jedoch nicht teilgenommen. Die in einem Artikel im Kurier dargestellten Anschuldigungen durch Stadtschulratspräsident Kurt Scholz wurden nach einem Einspruch des Wiener Bürgermeisters Helmut Zilk (SPÖ) und einem persönlichen Gespräch mit Schöfnagel zurückgezogen.
Der Schwerpunkt von Schöfnagels Tätigkeit liegt im sozialen Bereich. Schon früh reiste sie in den Ostblock und erkannte, dass sich in dort ein weites Feld für soziale Betätigung auftat. Ihre erste Reise führte sie 1970 nach Rumänien, nachdem dort schwere Überschwemmungen große Schäden angerichtet hatten. Sie erwarb Führerscheine mehrerer Kategorien, um sich bei Hilfstransporten einbringen zu können und suchte eine Möglichkeit, im Rahmen einer Vereinigung die Kontrolle und rechtliche Absicherung ihrer Hilfsaktionen zu gewährleisten. Innerhalb der Österreichischen Landsmannschaft (ÖLM) gründete sie den „Arbeitskreis Siebenbürgen“. Sie setzte sich für sozial und ethnisch benachteiligte Bevölkerungsgruppen in den Staaten des ehemaligen Ostblocks ein, wobei die Unterstützung deutscher Volksgruppen dabei ein Schwerpunkt war. Hintergrund für diesen Einsatz war, dass den ethnischen Minderheiten in den kommunistischen Staaten keine Minderheitenschutzrechte zugesprochen wurden. 
Schöfnagel ist seit dem 30. November 2010 im Ruhestand. Sie ist weiterhin seit dem 1. Dezember 2010 ehrenhalber als Sozialattachée der Österreichischen Botschaft in Rumänien tätig und leitet Projekte mit sozialem Schwerpunkt, um Nachhaltigkeit der sozialen Förderung und Unterstützung durch die Österreichische Botschaft in Bukarest zu gewährleisten.

## Ehrungen und Auszeichnungen
- 1991 Verdienstkreuz am Bande des Verdienstordens der Bundesrepublik Deutschland[3]
- 1991 Frau des Jahres[4]
- 1992 Goldenes Ehrenzeichen für Verdienste um die Republik Österreich[5]
- 1992 Ehrenmitglied des Forums der Deutschen in Rumänien[6]
- 1997 Ehrenbürgerin der Gemeinde Lenauheim in Rumänien
- 2000 Verdienstkreuz in Gold des Tiroler Kameradschaftsbundes
- 2002 Ehrenmitglied der Saxonia Stiftung/Rumänien
- 2004 Ehrendoktorat von der Lucian Blaga Universität Sibiu/Hermannstadt[7]
- 2005 Ehrenbürgerin von Suraia im Kreis Vrancea
- 2006 Ehrenbürgerin von Spanțov im Kreis Călărași
- 2008 Ehrenbürgerin von Stejărișu im Kreis Sibiu